# Sousa chinensis
La susa indopacifica (Sousa chinensis (Osbeck, 1765); 中華白海豚T, Zhōnghuá bái hǎitúnP), nota anche come delfino bianco cinese, è una specie di delfino diffusa nelle acque tropicali dell'Indo-Pacifico centrale.

## Tassonomia
Lo stato di specie a sé della susa atlantica (Sousa teuszii), il cui areale nell'Atlantico è molto lontano da quello degli altri membri del genere Sousa, dai quali differisce anche per il numero di vertebre e denti, è in gran parte fuori di dubbio. Le popolazioni indopacifiche venivano tradizionalmente considerate come un'unica specie (Sousa chinensis), ma Dale Rice, Rüdiger Wandrey e Mendez et al. hanno in seguito distinto una specie occidentale, la susa indiana (Sousa plumbea), che differisce per la colorazione e la presenza di una gobba dorsale distinta, diffusa dal Sudafrica all'India orientale, e successivamente, nel 2014, è stata descritta Sousa sahulensis, che vive lungo la costa settentrionale dell'Australia. Nel 2015 è stata descritta Sousa chinensis taiwanensis, una sottospecie della susa indopacifica presente nello stretto di Formosa, che differisce dalla forma nominale (S. c. chinensis) per il motivo a piccoli punti scuri.

## Descrizione
Le suse indopacifiche sono caratterizzate da un corpo robusto e di medie dimensioni: raggiungono una lunghezza di 2-2,6 metri e un peso che va da 230 a 250 kg. La colorazione è generalmente grigia ma può variare notevolmente con l'età e l'area geografica. La maggior parte degli adulti provenienti dalla Cina meridionale è di colore bianco puro, mentre altri conservano una parte della loro pigmentazione grigio scuro e sviluppano macchie scure o punteggiature. La gobba caratteristica delle specie S. teuszii e S. plumbea è assente nelle suse indopacifiche e le loro pinne dorsali tendono a essere più grandi e di forma più marcatamente triangolare.

## Distribuzione e habitat
Come indica il nome, la susa indopacifica è originaria dell'Indo-Pacifico tropicale: il suo areale si estende dalla costa orientale del subcontinente indiano, a partire dalle foci dei fiumi Krishna e Godavari, attraverso il Sud-est asiatico, regione indonesiana compresa, fino alla Cina meridionale. Preferisce le regioni costiere con una profondità dell'acqua non superiore a 20 metri e si spinge raramente in mare aperto. Tuttavia, le suse si trovano occasionalmente in fiumi come lo Yangtze, sebbene nuotino raramente nell'entroterra e tendano a rimanere negli estuari.

## Biologia
Questi delfini vivono in acque costiere calde e poco profonde, ma anche nell'acqua salmastra. Preferiscono i banchi di sabbia o le coste fiancheggiate da mangrovie, ma si possono trovare anche nei pressi delle barriere coralline. Vivono in piccoli gruppi da tre a sette esemplari, ma possono anche formare gruppi più grandi. A volte socializzano con tursiopi, neofocene e altre specie di cetacei. Le suse indopacifiche sono note per essere nuotatori lenti e cauti che tendono a stare alla larga dalle imbarcazioni.
Questi delfini sono considerati opportunisti e si alimentano in modo generalista, mangiando una varietà di pesci di scogliera costiera e di estuario. Alcuni catturano anche cefalopodi e crostacei. Questa specie si nutre in associazione con i pescherecci a strascico di Hong Kong.
L'accoppiamento e il parto sembrano avvenire tutto l'anno. Il periodo di gestazione dura 10-12 mesi, l'allattamento può durare più di 2 anni, la maturità sessuale è raggiunta a 9-10 anni per le femmine e 12-13 anni per i maschi, ed è stato ipotizzato un intervallo di 3 anni tra i singoli parti. Gli individui possono vivere almeno 30 anni.

## Conservazione
Nel mondo sono rimasti solamente 6000 esemplari di susa indopacifica e le varie popolazioni constano di poche decine o poche centinaia di esemplari; tuttavia, almeno 1200 animali vivono nell'estuario del Fiume delle Perle, nella Cina meridionale. A volte questi delfini vengono cacciati per la loro carne, ma non su scala ampia e commerciale. Sono altre le principali minacce che gravano sulla specie: la pesca, in quanto continuano a rimanere impigliati nelle reti, il traffico navale, perché il rumore dei motori disturba il loro sistema di ecolocalizzazione e le eliche delle navi possono ucciderli, il disboscamento delle foreste di mangrovie sulle coste e l'inquinamento dei mari. Soprattutto nelle regioni densamente popolate, come la Cina sud-orientale, queste pratiche hanno portato a un notevole calo demografico.